# 評估
評估是指人們用一套标准来系统地确定一个主题或事物的优缺点、价值和意义。評估通常需要一定的時間才能完成。评估的主要目的是反思當下和面對未來。